# Preußische G 2
In die Gattung G 2 ordnete die Königlich Preußische Staatseisenbahn etliche ältere Güterzuglokomotiven mit den Achsfolgen B1 und C ein, die sie von ihren Vorgängerbahnen übernommen hatte. Außerdem waren darunter einige Lokomotiven der G-3-Bauart aus den Direktionen Frankfurt/M. und Mainz. Am bekanntesten war die Normalbauart der G 2.

## Preußische G 2 (vormalsEmdender Berlin-Hamburger Eisenbahn-Gesellschaft)
Die Lokomotive wurde 1875 mit der Fabriknummer 3331 bei Borsig gebaut und von der Berlin-Hamburger Eisenbahn-Gesellschaft unter dem Namen Emden für den gemischten Verkehr in Dienst gestellt. Zu Beginn der 1880er Jahre wurde sie mit einer Druckluftbremse der Bauart Schleiffer nachgerüstet. Nach der Verstaatlichung der Bahngesellschaft 1884 wurde die Lokomotive der Gattung G 2 zugeordnet und an die Eisenbahndirektion Altona überwiesen, die sie später an die Reichsbahndirektion Hannover abgab. Ihre letzte Betriebsnummer war Hannover 3052. Zuletzt wurde die Lokomotive im Rangierdienst auf dem Bahnhof Lehrte eingesetzt und schließlich nach insgesamt 37 Betriebsjahren im Sommer 1912 ausgemustert.

## Preußische G 2 (Normalbauart)
Die Schleswig-Holsteinische Marschbahn beschaffte in den Jahren 1888/89 insgesamt elf Lokomotiven für den gemischten Verkehr auf Nebenbahnen, die eine Weiterentwicklung einer älteren Bauart von 1875 darstellten. Die Maschinen erhielten die Bezeichnung Scherenlokomotive, weil die zweite Achse direkt angetrieben wurde und die erste gekuppelt war. Damit überschnitten sich in der Ansicht die Treib- und Kuppelstange wie eine Schere. Durch die Schleppachse und die tief liegende Feuerbüchse hatte die Lok gute Fahreigenschaften. Außerdem ragten die Radkästen nicht in das Führerhaus, und dieses war etwas besser vor den durch eine angetriebene Achse sonst üblichen Erschütterungen geschützt.
Da diese Bauart sich bewährte, beschafften die Königlich Preußischen Staatseisenbahnen nach der Übernahme der Marschbahn im Jahr 1890 weitere zehn Lokomotiven dieses Typs, von denen zwei in die Direktion Magdeburg, die übrigen nach Altona stationiert wurde. Auch die Ostpreußische Südbahn, die 1903 von den Königlich Preußischen Staatseisenbahnen übernommen wurde, beschaffte von 1890 bis 1901 24 dieser Lokomotiven, für die auch ein Musterblatt nach den preußischen Normalien erstellt worden war. Die Lokomotiven wurden sowohl vor Güterzügen als auch vor Personenzügen eingesetzt. Daher wurden die Lokomotiven 1905 auch unterschiedlich eingestuft: Die Altonaer Maschinen als G 2, die Königsberger als P 2 und die Magdeburger als P 3 (später in G 2 umgezeichnet). Von der Deutschen Reichsbahn wurden noch etwa 30 Lokomotiven übernommen, aber bis 1923 ausgemustert, so dass sie keine Reichsbahnnummern mehr erhielten.
Die Maschinen waren mit Schlepptendern der Bauarten 2 T 8 und 3 T 10,5 ausgestattet.